# Das verräterische Herz (1979)
Das verräterische Herz ist ein deutscher S/W-Fernsehfilm, der 1978 nach Motiven der Kurzgeschichten Das verräterische Herz und The Man of the Crowd des US-amerikanischen Schriftstellers und Literaturkritikers Edgar Allan Poe entstand. Die Erstausstrahlung fand am 27. Dezember 1979 in der Reihe Die literarische Filmerzählung des Bayerischen Rundfunks statt.

## Handlung
Entgegen der Poeschen Vorlage Der Mann der Menge, die zu unbestimmter Zeit in einem Café in London spielt (der Ort in das Das verräterische Herz ist unbekannt), verlegte Regisseur Karl Heinz Kramberg sie in die Gegenwart nach Deutschland, in die Adventszeit in München.
Der Film, ganz in Schwarz-Weiß gedreht, beginnt mit der Einblendung des letzten Satzes aus Poes Kurzgeschichte The Man of the Crowd: Das böseste Herz der Welt ist ein inhaltreicheres Buch als der ‚Hortulus animae‘; vielleicht gehört es zu den großen Wohltaten Gottes, dass niemand es lesen kann.
Anschließend sieht man einen Mann in einer „Gummizelle“ sitzen. Retrospektiv beginnt der Mann in einem Selbstgespräch die Ereignisse zu schildern, die ihn schließlich in der Zelle einer Irrenanstalt haben enden lassen. Der junge Mann streift ziellos durch die Stadt. Während er dies tut, gehen ihm abnorme Gedanken durch den Kopf. Zufällig fällt ihm in einem Geschäft ein alter Mann auf, den er sich zum Opfer seiner kranken Fantasien auswählt. Er plant das perfekte Verbrechen und ermordet den alten Mann; doch verrät er sich am Ende selbst und wird in die geschlossene Abteilung einer Irrenanstalt eingeliefert.

## Weitere deutschsprachige Verfilmungen des Stoffes
- 1954: Das verräterische Herz, Regie: Wilm ten Haaf[1]
- 1958: Das verräterische Herz, Regie: Leopold Hainisch, mit Werner Krauss und Willy Dirtl
- 1961: Das verräterische Herz, Regie: Günther Hassert, mit Hartmut Reck und Bruno Hübner[2]
- 1968: Das verräterische Herz, Regie: Paul Anczykowski, mit Heinrich Clasing und Paul Anczykowski.[3]